# Hetzer
El Jagdpanzer 38(t) (Sd.Kfz. 138/2), conocido posteriormente como Hetzer (en alemán, azuzador), era un cazacarros alemán de la Segunda Guerra Mundial basado en un chasis modificado del Panzer 38(t) checo.
El nombre Hetzer no era en ese momento de uso general para este vehículo. Era la designación para un prototipo relacionado, el E-10. Durante un breve periodo, la fábrica Škoda confundió los dos nombres en sus documentos, y la primera unidad equipada con el vehículo utilizó durante algunas semanas el nombre incorrecto, hasta que se solucionó este problema.
Sin embargo, existe un memorándum de Heinz Guderian a Hitler que afirma erróneamente que un nombre oficioso, Hetzer, había sido acuñado espontáneamente por parte de las tropas. Los historiadores de la posguerra que se basaban en esta declaración le dieron popularidad a este nombre.

## Desarrollo

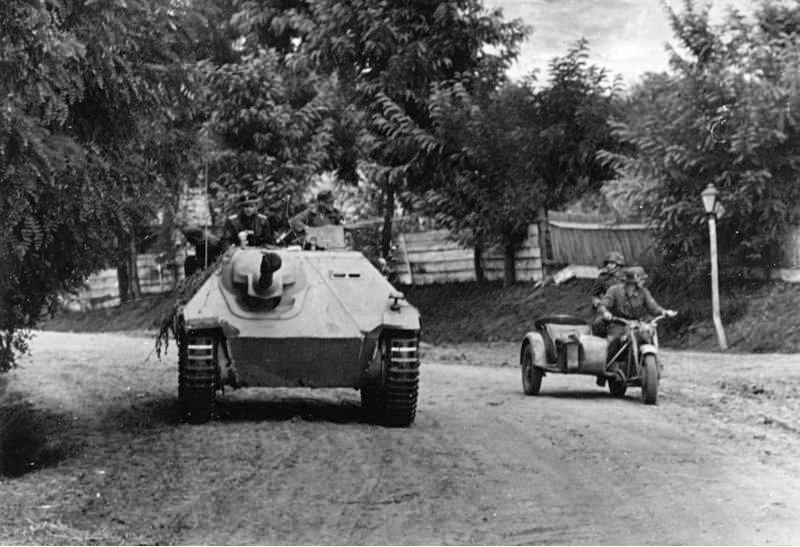
Jagdpanzer 38(t) de la 8.ª División de Caballería SS Florian Geyer en Hungría, 1944.

El Jagdpanzer 38(t) fue pensado para ser más rentable que otros diseños ambiciosos como el Jagdpanther y el Jagdtiger. Utilizando un chasis probado, evitaba los problemas mecánicos comunes a los vehículos blindados más grandes.
Estaba mejor blindado que los primeros Panzerjäger Marder y Nashorn con blindaje inclinado de un espesor de 60 mm en la parte frontal, transportaba un cañón razonablemente potente, era fiable mecánicamente, pequeño y fácil de ocultar. También era barato de fabricar. Sus principales debilidades eran el pequeño espacio para la tripulación y el montaje del cañón, que tenía una mayor limitación para el giro hacia la izquierda.
El Jagdpanzer 38(t) sucedió al Marder III (basado en el mismo chasis) en la producción desde abril de 1944; se construyeron unas 2.584 unidades hasta el final de la guerra. Su propósito era equipar los Panzerjägerabteilungen (batallones anticarro) de las divisiones de infantería, dándoles cierta capacidad anticarro móvil. Tras la guerra, Checoslovaquia continuó fabricándolos y exportó 158 vehículos a Suiza.
Además, por una orden especial de Hitler en noviembre de 1944, una cantidad de Jagdpanzer 38 (t) fueron reequipados en la fábrica con un lanzallamas en lugar del cañón. Menos de 50 de estos vehículos, denominados Flammpanzer 38, fueron completados antes del final de la guerra, que se emplearon contra las fuerzas aliadas en el frente occidental.

## Rendimiento
El Hetzer encajaba en la categoría de cazacarros ligeros que comenzó el Panzerjäger I, continuó la serie Marder y terminó el Jagdpanzer 38(t). Su cañón de 75 mm, que utilizaba los últimos modelos del Panzer IV, podía destruir la mayoría de sus oponentes a distancias razonables, y su blindaje cerrado lo hacía más seguro para la tripulación que los Marder II o Marder III.
El Jagdpanzer 38(t) era uno de los cazacarros alemanes más comunes al final de la guerra. En virtud de su pequeño tamaño era un blanco difícil y podía ocultarse para emboscar los tanques enemigos. Sus debilidades principales era la deficiente visibilidad y el giro transversal del cañón.

### En español
- Jagdpanzer 38 Hetzer

### En inglés
- Detallada guía del Jagdpanzer 38 (t)
- Jagdpanzer 38(t) Hetzer en Achtung Panzer!
- Panzerjäger 38t en Panzerworld
- Hetzer en el World Of Tanks Archivado el 16 de mayo de 2013 en Wayback Machine.

- Datos: Q156662
- Multimedia: Jagdpanzer 38(t) / Q156662